# Santos Amaro
Santos Amaro o más conocido como Santos "Canguro" Amaro, (14 de marzo de 1908 - † 31 de mayo de 2001), fue un deportista profesional cubano que competía en béisbol. 
Es considerado uno de los jugadores más agresivos en el béisbol cubano y contó con miles de admiradores tanto en Cuba como en México, donde aparece en el Salón de la Fama del béisbol de este país desde 1977. 
Llega al puerto de Veracruz en 1928, con la novena Bacardí de Luis Sansirena, donde ganaba diez dólares a la semana, además de comida y hospedaje. Desempeñaba la posición de cácher, difícil para él por su elevada estatura: (1,92 m). Después jugó la tercera base, pero su verdadera posición fue la de jardinero derecho, sobresaliendo por su poderoso brazo.
Está catalogado como uno de los bateadores más consistentes, que han pasado por la Liga Mexicana de Béisbol. Participó en 17 temporadas y en 11 de ellas bateó sobre 0,300. Cuando colgó los spikes de jugador activo, en 1955, tenía 0,314 de promedio global, con 1.339 hits en 4 mil 267 veces con el madero. Es miembro del Salón de la Fama del Béisbol Profesional de México.
En 1951 sustituyó a Martín Dihigo como mánager del Águila de Veracruz, equipo al que llevó a la conquista del campeonato en 1952 y 1961. 
Su estirpe de pelotero se manifestó, plenamente, en su hijo Rubén, quien jugó 11 años en las Ligas Mayores. Santos Amaro vivió en el puerto jarocho desde 1949 hasta el 31 de mayo de 2001, fecha de su muerte.
- Datos: Q7420608